# Roper River
Der Roper River ist ein Fluss im Norden des australischen Northern Territory.

## Name
Ludwig Leichhardt benannte den Roper River im Oktober 1845 nach John Roper, einem Mitglied seiner ersten Australienexpedition von 1844 bis 1845.

## Geographie

### Flusslauf
Der Roper River entsteht im Elsey-Nationalpark in der Nähe der Stadt Mataranka aus dem Zusammenfluss von Waterhouse River und Roper Creek und mündet nach 400 Kilometern in den Golf von Carpentaria.
Der Fluss ist auf einer Länge von etwa 145 Kilometern bis zur Gezeitengrenze an der Furt in Roper Bar schiffbar.
Der Roper River ist ein Teil der südlichen Grenze des Arnhemlandes und stellt zugleich die Nordgrenze des Limmen-Nationalparks dar.

### Nebenflüsse mit Mündungshöhen
Er hat folgende Nebenflüsse:
- Roper Creek – 126 m
- Waterhouse River – 126 m
- Elsey Creek – 107 m
- Chambers River – 94 m
- Strangways River – 62 m
- Packsaddle Creek – 49 m
- Maiwok Creek – 45 m
- Flying Fox Creek – 35 m
- Fizzer Creek – 30 m
- Jalboi River – 24 m
- Sandy Creek – 22 m
- Sherwin Creek – 16 m
- Hodgson River – 12 m
- Wilton River – 9 m
- Mountain Creek – 6 m
- Walmudga Creek – 5 m
- Phelp River – 1 m
- Painnylatya Creek – 0 m

### Durchflossene Seen
Er durchfließt folgende Seen:
- Red Lily Lagoon – 104 m
- Bulbul Waterhole – 93 m
- Gambana Waterhole – 39 m

## Klima
Die Temperaturen erreichen in Ngukurr (Lage) ihr Maximum in den Monaten November und Dezember mit mittleren Maxima von 38,9 °C bzw. 37,8 °C sowie mittleren Minima von 24,9 °C bzw. 25,4 °C. Der kälteste Monat ist der Juli mit einem mittleren Maximum von 29,6 °C und einem mittleren Minimum von 15,1 °C.
Die jährliche Niederschlagsmenge liegt bei durchschnittlich 816 mm, wobei hier im Jahresverlauf starke Unterschiede auftreten: Im regenreichsten Monat, dem Januar, fallen 184 mm, im trockensten Monat, dem August, nur 0,7 mm.

## Flora
Entlang des Roper River stellen Eukalyptuswälder den vorherrschenden Vegetationstyp dar.
In einer Erhebung wurden im Jahre 1983 bei der Farm St. Vidgeon Station, 65 Kilometer östlich von Roper Bar, in Flussnähe unter anderem folgende vorherrschende Arten festgestellt: Eucalyptus camaldulensis, Melaleuca spp., Cathormion umbellatum, Barringtonia acutangula und Atalaya hemiglauca.